# 36e législature du Canada

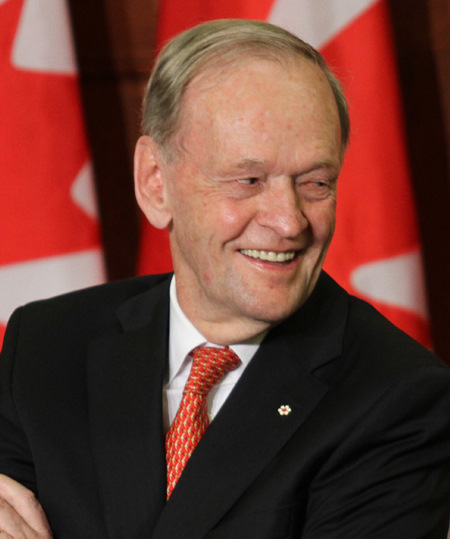
Jean Chrétien est premier ministre durant la.

La 36e législature du Canada est en session du 22 septembre 1997 au 22 octobre 2000. Sa composition est déterminée par les élections de 1997, tenues le 2 juin 1997, et légèrement modifiée par des démissions et des élections partielles survenues avant les élections de 2000. 
Cette législature est contrôlée par une majorité parlementaire détenue par le Parti libéral et son chef Jean Chrétien. L'opposition officielle est représentée par le Parti réformiste initialement dirigé par Preston Manning et ensuite par Deborah Grey.
Le président de la Chambre des communes est Gilbert Parent.
Pour la première fois dans l'histoire parlementaire canadienne, cinq partis détiennent le statut de parti officiel. Dans le parlement précédent, le Parti progressiste-conservateur et le Nouveau Parti démocratique n'avait pas réussi à atteindre le statut de parti officiel.
Voici les deux sessions parlementaires de la 36e législature:
| Session | Début             | Fin               |
| ------- | ----------------- | ----------------- |
| 1re     | 22 septembre 1997 | 18 septembre 1999 |
| 2e      | 12 octobre, 1999  | 22 octobre, 2000  |

## Liste des députés

### Alberta
| Circonscription      | Circonscription | Nom              | Parti |
| -------------------- | --------------- | ---------------- | ----- |
| Athabasca            |                 | David Chatters   | PR    |
| Calgary-Centre       |                 | Eric Lowther     | PR    |
| Calgary-Est          |                 | Deepak Obhrai    | PR    |
| Calgary-Nord-Est     |                 | Art Hanger       | PR    |
| Calgary-Ouest        |                 | Rob Anders       | PR    |
| Calgary-Sud-Est      |                 | Jason Kenney     | PR    |
| Calgary-Sud-Ouest    |                 | Preston Manning  | PR    |
| Crowfoot             |                 | Jack Ramsay      | PR    |
| Edmonton-Est         |                 | Peter Goldring   | PR    |
| Edmonton-Nord        |                 | Deborah Grey     | PR    |
| Edmonton-Ouest       |                 | Anne McLellan    | PLC   |
| Edmonton-Sud-Est     |                 | David Kilgour    | PLC   |
| Edmonton-Sud-Ouest   |                 | Ian McClelland   | PR    |
| Edmonton—Strathcona  |                 | Rahim Jaffer     | PR    |
| Elk Island           |                 | Ken Epp          | PR    |
| Lakeland             |                 | Leon Benoit      | PR    |
| Lethbridge—Foothills |                 | Rick Casson      | PR    |
| Macleod              |                 | Grant Hill       | PR    |
| Medicine Hat         |                 | Monte Solberg    | PR    |
| Peace River          |                 | Charlie Penson   | PR    |
| Red Deer             |                 | Bob Mills        | PR    |
| St. Albert           |                 | John G. Williams | PR    |
| Wetaskiwin           |                 | Dale Johnston    | PR    |
| Wild Rose            |                 | Myron Thompson   | PR    |
| Yellowhead           |                 | Cliff Breitkreuz | PR    |

- Le 26 mars 2000, les députés du Parti réformiste du Canada deviennent députés de l'Alliance canadienne.

### Colombie-Britannique
| Circonscription                                  | Circonscription | Nom                  | Parti |
| ------------------------------------------------ | --------------- | -------------------- | ----- |
| Burnaby—Kingsway                                 |                 | Svend Robinson       | NPD   |
| Cariboo—Chilcotin                                |                 | Philip Mayfield (en) | PR    |
| Delta—South Richmond                             |                 | John Cummins         | PR    |
| Dewdney—Alouette                                 |                 | Grant McNally        | PR    |
| Esquimalt—Juan de Fuca                           |                 | Keith Martin         | PR    |
| Fraser Valley                                    |                 | Chuck Strahl         | PR    |
| Kamloops                                         |                 | Nelson Riis          | NPD   |
| Kelowna                                          |                 | Werner Schmidt       | PR    |
| Kootenay—Boundary—Okanagan                       |                 | Jim Gouk             | PR    |
| Kootenay—Columbia                                |                 | Jim Abbott           | PR    |
| Langley—Abbotsford                               |                 | Randy White          | PR    |
| Nanaimo—Alberni                                  |                 | Bill Gilmour         | PR    |
| Nanaimo—Cowichan                                 |                 | Reed Elley           | PR    |
| New Westminster—Coquitlam—Burnaby                |                 | Paul Forseth         | PR    |
| North Vancouver                                  |                 | Ted White            | PR    |
| Okanagan—Coquihalla                              |                 | Jim Hart             | PR    |
| Okanagan—Coquihalla                              |                 | Stockwell Day        | PR    |
| Okanagan—Shuswap                                 |                 | Darrel Stinson       | PR    |
| Port Moody—Coquitlam                             |                 | Sharon Hayes         | PR    |
| Port Moody—Coquitlam                             |                 | Lou Sekora           | PR    |
| Prince George—Bulkley Valley                     |                 | Richard Harris       | PR    |
| Prince George—Peace River                        |                 | Jay Hill             | PR    |
| Richmond                                         |                 | Raymond Chan         | PLC   |
| Saanich—Gulf Islands                             |                 | Gary Lunn            | PR    |
| Skeena                                           |                 | Mike Scott           | PR    |
| Surrey-Centre                                    |                 | Gurmant Grewal       | PR    |
| Surrey-Nord                                      |                 | Chuck Cadman         | PR    |
| Surrey-Sud—White Rock—Langley                    |                 | Val Meredith         | PR    |
| Vancouver-Centre                                 |                 | Hedy Fry             | PLC   |
| Vancouver-Est                                    |                 | Libby Davies         | NPD   |
| Vancouver Quadra                                 |                 | Ted McWhinney        | PLC   |
| Vancouver-Sud—Burnaby                            |                 | Herb Dhaliwal        | PLC   |
| Victoria                                         |                 | David Anderson       | PLC   |
| West Vancouver—Sunshine Coast—Sea to Sky Country |                 | John Reynolds        | PR    |

- Le 26 mars 2000, les députés du Parti réformiste du Canada deviennent députés de l'Alliance canadienne

### Île-du-Prince-Édouard
| Circonscription | Circonscription | Nom               | Parti |
| --------------- | --------------- | ----------------- | ----- |
| Cardigan        |                 | Lawrence MacAulay | PLC   |
| Egmont          |                 | Joe McGuire       | PLC   |
| Hillsborough    |                 | George Proud      | PLC   |
| Malpeque        |                 | Wayne Easter      | PLC   |

### Manitoba
| Circonscription                  | Circonscription | Nom                 | Parti |
| -------------------------------- | --------------- | ------------------- | ----- |
| Brandon—Souris                   |                 | Rick Borotsik       | PC    |
| Charleswood—St. James—Assiniboia |                 | John Harvard        | PLC   |
| Churchill                        |                 | Bev Desjarlais      | NPD   |
| Dauphin—Swan River               |                 | Inky Mark           | PR    |
| Portage—Lisgar                   |                 | Jake Hoeppner       | PR    |
| Provencher                       |                 | David Iftody        | PLC   |
| Saint-Boniface                   |                 | Ronald Duhamel      | PLC   |
| Selkirk—Interlake                |                 | Howard Hilstrom     | PR    |
| Winnipeg-Centre-Nord             |                 | Judy Wasylycia-Leis | NPD   |
| Winnipeg-Centre-Sud              |                 | Lloyd Axworthy      | PLC   |
| Winnipeg-Nord—St. Paul           |                 | Rey Pagtakhan       | PLC   |
| Winnipeg-Sud                     |                 | Reg Alcock          | PLC   |
| Winnipeg—Transcona               |                 | Bill Blaikie        | NPD   |

- Le 26 mars 2000, les députés du Parti réformiste du Canada deviennent députés de l'Alliance canadienne

### Nouveau-Brunswick
| Circonscription          | Circonscription | Nom                | Parti |
| ------------------------ | --------------- | ------------------ | ----- |
| Acadie—Bathurst          |                 | Yvon Godin         | NPD   |
| Beauséjour—Petitcodiac   |                 | Angela Vautour     | NPD   |
| Beauséjour—Petitcodiac   | PC              | Angela Vautour     |       |
| Charlotte                |                 | Greg Thompson      | PC    |
| Fredericton—York—Sunbury |                 | Andy Scott         | PLC   |
| Fundy—Royal              |                 | John Herron        | PC    |
| Madawaska—Restigouche    |                 | Jean F. Dubé       | PC    |
| Miramichi                |                 | Charles Hubbard    | PLC   |
| Moncton                  |                 | Claudette Bradshaw | PLC   |
| Saint John               |                 | Elsie Wayne        | PC    |
| Tobique—Mactaquac        |                 | Gilles Bernier     | PC    |

### Nouvelle-Écosse
| Circonscription               | Circonscription | Nom               | Parti |
| ----------------------------- | --------------- | ----------------- | ----- |
| Bras d'Or                     |                 | Michelle Dockrill | NPD   |
| Cumberland—Colchester         |                 | Bill Casey        | PC    |
| Dartmouth                     |                 | Wendy Lill        | NPD   |
| Halifax                       |                 | Alexa McDonough   | NPD   |
| Halifax—Ouest                 |                 | Gordon Earle      | NPD   |
| Kings--Hants                  |                 | Scott Brison      | PC    |
| Kings--Hants                  |                 | Joe Clark         | PC    |
| Pictou—Antigonish—Guysborough |                 | Peter McKay       | PC    |
| Sackville—Eastern Shore       |                 | Peter Stoffer     | NPD   |
| South Shore                   |                 | Gerald Keddy      | PC    |
| Sydney—Victoria               |                 | Peter Mancini     | NPD   |
| Nova-Ouest                    |                 | Mark Muise        | PC    |

### Ontario
| Circonscription                        | Circonscription | Nom                                       | Parti       |
| -------------------------------------- | --------------- | ----------------------------------------- | ----------- |
| Algoma—Manitoulin                      |                 | Brent St. Denis                           | PLC         |
| Barrie—Simcoe—Bradford                 |                 | Aileen Carroll                            | PLC         |
| Beaches—East York                      |                 | Maria Minna                               | PLC         |
| Bramalea—Gore—Malton                   |                 | Gurbax Malhi                              | PLC         |
| Brampton-Centre                        |                 | Sarkis Assadourian                        | PLC         |
| Brampton-Ouest—Mississauga             |                 | Colleen Beaumier                          | PLC         |
| Brant                                  |                 | Jane Stewart                              | PLC         |
| Broadview—Greenwood                    |                 | Dennis Mills                              | PLC         |
| Bruce—Grey                             |                 | Ovid Jackson                              | PLC         |
| Burlington                             |                 | Paddy Torsney                             | PLC         |
| Cambridge                              |                 | Janko Peric                               | PLC         |
| Carleton—Gloucester                    |                 | Eugène Bellemare                          | PLC         |
| Davenport                              |                 | Charles Caccia                            | PLC         |
| Don Valley-Est                         |                 | David Collenette                          | PLC         |
| Don Valley-Ouest                       |                 | John Godfrey                              | PLC         |
| Dufferin—Peel—Wellington—Grey          |                 | Murray Calder                             | PLC         |
| Durham                                 |                 | Alex Shepherd                             | PLC         |
| Eglinton—Lawrence                      |                 | Joe Volpe                                 | PLC         |
| Elgin—Middlesex—London                 |                 | Gar Knutson                               | PLC         |
| Erie—Lincoln                           |                 | John Maloney                              | PLC         |
| Essex                                  |                 | Susan Whelan                              | PLC         |
| Etobicoke-Centre                       |                 | Allan Rock                                | PLC         |
| Etobicoke-Nord                         |                 | Roy Cullen                                | PLC         |
| Etobicoke—Lakeshore                    |                 | Jean Augustine                            | PLC         |
| Glengarry—Prescott—Russell             |                 | Don Boudria                               | PLC         |
| Guelph—Wellington                      |                 | Brenda Chamberlain                        | PLC         |
| Haldimand—Norfolk—Brant                |                 | Bob Speller                               | PLC         |
| Halton                                 |                 | Julian Reed                               | PLC         |
| Hamilton-Est                           |                 | Sheila Copps                              | PLC         |
| Hamilton Mountain                      |                 | Beth Phinney                              | PLC         |
| Hamilton-Ouest                         |                 | Stan Keyes                                | PLC         |
| Hastings—Frontenac—Lennox et Addington |                 | Larry McCormick                           | PLC         |
| Huron—Bruce                            |                 | Paul Steckle                              | PLC         |
| Kenora—Rainy River                     |                 | Robert Daniel Nault                       | PLC         |
| Kent—Essex                             |                 | Jerry Pickard                             | PLC         |
| Kingston et les Îles                   |                 | Peter Milliken                            | PLC         |
| Kitchener-Centre                       |                 | Karen Redman                              | PLC         |
| Kitchener—Waterloo                     |                 | Andrew Telegdi                            | PLC         |
| Lambton—Kent—Middlesex                 |                 | Rose-Marie Ur                             | PLC         |
| Lanark—Carleton                        |                 | Ian Munro Murray                          | PLC         |
| Leeds—Grenville                        |                 | Joe Jordan                                | PLC         |
| London-Centre-Nord                     |                 | Joe Fontana                               | PLC         |
| London—Fanshawe                        |                 | Pat O'Brien                               | PLC         |
| London-Ouest                           |                 | Sue Barnes                                | PLC         |
| Markham—Whitchurch-Stoufville          |                 | Jim Jones (en)                            | PC          |
| Mississauga-Centre                     |                 | Carolyn Parrish                           | PLC         |
| Mississauga-Est                        |                 | Albina Guarnieri                          | PLC         |
| Mississauga-Ouest                      |                 | Steve Mahoney                             | PLC         |
| Mississauga-Sud                        |                 | Paul Szabo                                | PLC         |
| Nepean—Carleton                        |                 | David Pratt                               | PLC         |
| Niagara Falls                          |                 | Gary Pillitteri                           | PLC         |
| Nickel Belt                            |                 | Raymond Bonin                             | PLC         |
| Nipissing                              |                 | Bob Wood                                  | PLC         |
| Northumberland                         |                 | Christine Stewart                         | PLC         |
| Oakville                               |                 | Bonnie Brown                              | PLC         |
| Oshawa                                 |                 | Ivan Grose                                | PLC         |
| Ottawa-Centre                          |                 | Mac Harb                                  | PLC         |
| Ottawa-Ouest—Nepean                    |                 | Marlene Catterall                         | PLC         |
| Ottawa-Sud                             |                 | John Manley                               | PLC         |
| Ottawa—Vanier                          |                 | Mauril Bélanger                           | PLC         |
| Oxford                                 |                 | John Baird Finlay                         | PLC         |
| Parkdale—High Park                     |                 | Sarmite Bulte                             | PLC         |
| Parry Sound—Muskoka                    |                 | Andy Mitchell                             | PLC         |
| Perth—Middlesex                        |                 | John Richardson                           | PLC         |
| Peterborough                           |                 | Peter Adams                               | PLC         |
| Pickering—Ajax—Uxbridge                |                 | Dan McTeague                              | PLC         |
| Prince Edward—Hastings                 |                 | Lyle Vanclief                             | PLC         |
| Renfrew—Nipissing—Pembroke             |                 | Hec Clouthier                             | PLC         |
| Sarnia—Lambton                         |                 | Roger Gallaway                            | PLC         |
| Sault Ste. Marie                       |                 | Carmen Provenzano                         | PLC         |
| Scarborough—Agincourt                  |                 | Jim Karygiannis                           | PLC         |
| Scarborough-Centre                     |                 | John Cannis                               | PLC         |
| Scarborough-Est                        |                 | John McKay                                | PLC         |
| Scarborough—Rouge River                |                 | Derek Lee                                 | PLC         |
| Scarborough-Sud-Ouest                  |                 | Tom Wappel                                | PLC         |
| Simcoe—Grey                            |                 | Paul Bonwick                              | PLC         |
| Simcoe-Nord                            |                 | Paul DeVillers                            | PLC         |
| St. Catharines                         |                 | Walt Lastewka                             | PLC         |
| St. Paul's                             |                 | Carolyn Bennett                           | PLC         |
| Stoney Creek                           |                 | Tony Valeri                               | PLC         |
| Stormont—Dundas                        |                 | Bob Kilger                                | PLC         |
| Sudbury                                |                 | Diane Marleau                             | PLC         |
| Tornhill                               |                 | Elinor Caplan                             | PLC         |
| Thunder Bay—Atikokan                   |                 | Stan Dromisky                             | PLC         |
| Thunder Bay—Nipigon                    |                 | Joe Comuzzi                               | PLC         |
| Timiskaming—Cochrane                   |                 | Benoît Serré                              | PLC         |
| Timmins—Baie James                     |                 | Réginald Bélair                           | PLC         |
| Toronto-Centre—Rosedale                |                 | Bill Graham                               | PLC         |
| Trinity—Spadina                        |                 | Tony Ianno                                | PLC         |
| Vaughan–King–Aurora                    |                 | Maurizio Bevilacqua                       | PLC         |
| Victoria—Haliburton                    |                 | John O'Reilly                             | PLC         |
| Waterloo—Wellington                    |                 | Lynn Myers                                | PLC         |
| Wentworth—Burlington                   |                 | John H. Bryden                            | PLC         |
| Whitby—Ajax                            |                 | Judi Longfield                            | PLC         |
| Willowdale                             |                 | Jim Peterson                              | PLC         |
| Windsor-Ouest                          |                 | Herb Gray                                 | PLC         |
| Windsor—St. Clair                      |                 | Shaughnessy Cohen (décédé en fonction)    | PLC         |
| Windsor—St. Clair                      |                 | Rick Limoges (élection partielle en 1999) | PLC         |
| York-Centre                            |                 | Art Eggleton                              | PLC         |
| York-Nord                              |                 | Karen Kraft Sloan                         | PLC         |
| York-Ouest                             |                 | Sergio Marchi (nommé ambassadeur à l'OMC) | PLC         |
| York-Ouest                             |                 | Judy Sgro (élection partielle en 1999)    | PLC         |
| York-Sud—Weston                        |                 | John Nunziata                             | Indépendant |

### Québec
| Circonscription                                    | Circonscription | Nom                       | Parti |
| -------------------------------------------------- | --------------- | ------------------------- | ----- |
| Abitibi                                            |                 | Guy Saint-Julien          | PLC   |
| Ahuntsic                                           |                 | Eleni Bakopanos           | PLC   |
| Anjou—Rivière-des-Prairies                         |                 | Yvon Charbonneau          | PLC   |
| Argenteuil—Papineau                                |                 | Maurice Dumas             | BQ    |
| Beauce                                             |                 | Claude Drouin             | PLC   |
| Beauharnois—Salaberry                              |                 | Daniel Turp               | BQ    |
| Beauport—Montmorency—Orléans                       |                 | Michel Guimond            | BQ    |
| Bellechasse—Etchemins—Montmagny—L'Islet            |                 | Gilbert Normand           | PLC   |
| Berthier—Montcalm                                  |                 | Michel Bellehumeur        | BQ    |
| Bonaventure—Gaspé—Îles-de-la-Madeleine—Pabok       |                 | Yvan Bernier              | BQ    |
| Bourassa                                           |                 | Denis Coderre             | PLC   |
| Brome—Missisquoi                                   |                 | Denis Paradis             | PLC   |
| Brossard—La Prairie                                |                 | Jacques Saada             | PLC   |
| Chambly                                            |                 | Ghislain Lebel            | BQ    |
| Champlain                                          |                 | Réjean Lefebvre           | BQ    |
| Charlesbourg                                       |                 | Richard Marceau           | BQ    |
| Charlevoix                                         |                 | Gérard Asselin            | BQ    |
| Châteauguay                                        |                 | Maurice Godin             | BQ    |
| Chicoutimi                                         |                 | André Harvey              | PC    |
| Compton—Stanstead                                  |                 | David Price               | PC    |
| Drummond                                           |                 | Pauline Picard            | BQ    |
| Frontenac                                          |                 | Jean-Guy Chrétien         | BQ    |
| Gatineau                                           |                 | Mark Assad                | PLC   |
| Hochelaga-Maisonneuve                              |                 | Réal Ménard               | BQ    |
| Hull—Aylmer                                        |                 | Marcel Massé              | PLC   |
| Hull—Aylmer                                        |                 | Marcel Proulx             | PLC   |
| Joliette                                           |                 | René Laurin               | BQ    |
| Jonquière                                          |                 | Jocelyne Girard-Bujold    | BQ    |
| Kamouraska—Rivière-du-Loup—Témiscouata—Les Basques |                 | Paul Crête                | BQ    |
| Lac-Saint-Jean                                     |                 | Stéphan Tremblay          | BQ    |
| Lac-Saint-Louis                                    |                 | Clifford Lincoln          | PLC   |
| LaSalle—Émard                                      |                 | Paul Martin               | PLC   |
| Laurentides                                        |                 | Monique Guay              | BQ    |
| Laurier—Sainte-Marie                               |                 | Gilles Duceppe            | BQ    |
| Laval-Centre                                       |                 | Madeleine Dalphond-Guiral | BQ    |
| Laval-Est                                          |                 | Maud Debien               | BQ    |
| Laval-Ouest                                        |                 | Raymonde Folco            | PLC   |
| Lévis                                              |                 | Antoine Dubé              | BQ    |
| Longueuil                                          |                 | Caroline St-Hilaire       | BQ    |
| Lotbinère                                          |                 | Odina Desrochers          | BQ    |
| Louis-Hébert                                       |                 | Hélène Alarie             | BQ    |
| Manicouagan                                        |                 | Ghislain Fournier         | BQ    |
| Matapédia—Matane                                   |                 | René Canuel               | BQ    |
| Mercier                                            |                 | Francine Lalonde          | BQ    |
| Mont-Royal                                         |                 | Sheila Finestone          | PLC   |
| Mont-Royal                                         |                 | Irwin Cotler              | PLC   |
| Notre-Dame-de-Grâce                                |                 | Marlene Jennings          | PLC   |
| Outremont                                          |                 | Martin Cauchon            | PLC   |
| Papineau—Saint-Denis                               |                 | Pierre Pettigrew          | PLC   |
| Pierrefonds—Dollard                                |                 | Bernard Patry             | PLC   |
| Pontiac—Gatineau—Labelle                           |                 | Robert Bertrand           | PLC   |
| Portneuf                                           |                 | Pierre de Savoye          | BQ    |
| Québec                                             |                 | Christiane Gagnon         | BQ    |
| Québec-Est                                         |                 | Jean-Paul Marchand        | BQ    |
| Repentigny                                         |                 | Benoît Sauvageau          | BQ    |
| Richelieu                                          |                 | Louis Plamondon           | BQ    |
| Richmond—Arthabaska                                |                 | André Bachand             | PC    |
| Rimouski—Mitis                                     |                 | Suzanne Tremblay          | BQ    |
| Roberval                                           |                 | Michel Gauthier           | BQ    |
| Rosemont                                           |                 | Bernard Bigras            | BQ    |
| Saint-Bruno—Saint-Hubert                           |                 | Pierrette Venne           | BQ    |
| Saint-Eustache—Sainte-Thérèse                      |                 | Gilles Perron             | BQ    |
| Saint-Hyacinthe—Bagot                              |                 | Yvan Loubier              | BQ    |
| Saint-Jean                                         |                 | Claude Bachand            | BQ    |
| Saint-Léonard                                      |                 | Alfonso Gagliano          | PLC   |
| Saint-Lambert                                      |                 | Yolande Thibeault         | PLC   |
| Saint-Laurent                                      |                 | Stéphane Dion             | PLC   |
| Saint-Maurice                                      |                 | Jean Chrétien             | PLC   |
| Shefford                                           |                 | Diane Saint-Jacques       | PC    |
| Sherbrooke                                         |                 | Jean Charest              | PC    |
| Sherbrooke                                         |                 | Serge Cardin              | BQ    |
| Témiscamingue                                      |                 | Pierre Brien              | BQ    |
| Terrebonne—Blainville                              |                 | Paul Mercier              | BQ    |
| Trois-Rivières                                     |                 | Yves Rocheleau            | BQ    |
| Vaudreuil—Soulanges                                |                 | Nick Discepola            | PLC   |
| Verchères                                          |                 | Stéphane Bergeron         | BQ    |
| Verdun—Saint-Henri                                 |                 | Raymond Lavigne           | PLC   |
| Westmount—Ville-Marie                              |                 | Lucienne Robillard        | PLC   |

### Saskatchewan
| Circonscription            | Circonscription | Nom               | Parti |
| -------------------------- | --------------- | ----------------- | ----- |
| Battlefords—Lloydminster   |                 | Gerry Ritz        | PR    |
| Blackstrap                 |                 | Allan Kerpan      | PR    |
| Churchill River            |                 | Rick Laliberte    | NPD   |
| Cypress Hills—Grasslands   |                 | Lee Morrisson     | PR    |
| Palliser                   |                 | Dick Proctor      | NPD   |
| Prince Albert              |                 | Derrek Konrad     | PR    |
| Qu'Appelle                 |                 | Lorne Nystrom     | NPD   |
| Regina—Lumsden—Lake Centre |                 | John Solomon      | NPD   |
| Saskatoon—Humboldt         |                 | Jim Pankiw        | PR    |
| Saskatoon—Rosetown—Biggar  |                 | Chris Axworthy    | NPD   |
| Saskatoon—Rosetown—Biggar  |                 | Dennis Gruending  | NPD   |
| Souris—Moose Mountain      |                 | Roy Bailey        | PR    |
| Wanuskewin                 |                 | Maurice Vellacott | PR    |
| Wascana                    |                 | Ralph Goodale     | PLC   |
| Yorkton—Melville           |                 | Garry Breitkreuz  | PR    |

- Le 26 mars 2000, les députés du Parti réformiste du Canada deviennent députés de l'Alliance canadienne

### Terre-Neuve
| Circonscription              | Circonscription | Nom              | Parti |
| ---------------------------- | --------------- | ---------------- | ----- |
| Bonavista—Trinity—Conception |                 | Fred Mifflin     | PLC   |
| Burin—St. George's           |                 | Bill Matthews    | PC    |
| Gander—Grand Falls           |                 | George Baker     | PLC   |
| Humber—St. Barbe—Baie Verte  |                 | Gerry Byrne      | PLC   |
| Labrador                     |                 | Lawrence O'Brien | PLC   |
| St. John's-Est               |                 | Norman Doyle     | PC    |
| St. John's-Ouest             |                 | Charlie Power    | PC    |
| St. John's-Ouest             |                 | Loyola Hearn     | PC    |

### Territoires du Nord-Ouest
| Circonscription | Circonscription | Nom                   | Parti |
| --------------- | --------------- | --------------------- | ----- |
| Nunavut         |                 | Nancy Keratak-Lindell | PLC   |
| Western Arctic  |                 | Ethel Blondin-Andrew  | PLC   |

### Yukon
| Circonscription | Circonscription | Nom          | Parti |
| --------------- | --------------- | ------------ | ----- |
| Yukon           |                 | Louise Hardy | NPD   |

## Élections partielles

### 30 mars 1998
- Port Moody—Coquitlam, Colombie-Britannique: Lou Sekora (Libéral)

### 14 septembre 1998
- Sherbrooke, Québec: Serge Cardin (Bloc québécois)

### 12 avril 1999
- Windsor—St. Clair, Ontario: Richard G. J. Limoges (Libéral)

### 15 novembre 1999
- Hull—Aylmer, Québec: Marcel Proulx (Libéral)
- Mont-Royal, Québec: Irwin Cotler (Libéral)
- Saskatoon—Rosetown—Biggar, Saskatchewan: Dennis Gruending (Nouveau parti démocratique)
- York-Ouest, Ontario: Judy Sgro (Libéral)

### 15 mai 2000
- St. John's-Ouest, Terre-Neuve: Loyola Hearn (Progressiste-conservateur)

### 11 septembre 2000
- Kings—Hants, Progressiste-conservateur: Charles Joseph (Joe) Clark (Progressiste-conservateur)
- Okanagan—Coquihalla, Colombie-Britannique: Stockwell Burt Day (Allianciste)